# 梅森坂西
梅森坂西（うめもりざかにし）は、愛知県名古屋市名東区の町名。現行行政地名は梅森坂西一丁目及び梅森坂西二丁目。住居表示未実施。

## 地理
名古屋市名東区南部に位置する。北東は猪高町大字高針（字梅森坂）、東は梅森坂、南東は道路上の一点で日進市梅森町、南は日進市梅森台、西は天白区梅が丘、北西は天白町大字植田（字梅森坂）に接する。
愛知県内で3番目に大きい池である牧野池を持つ牧野ヶ池緑地公園に隣接するゴルフ場、愛知カンツリー倶楽部東山コースの敷地が一部に掛かる。

### 住宅団地
一帯は住宅団地・県営梅森坂住宅を中心とした住宅地となっている。

## 歴史

### 町名の由来
天白町大字植田の字名である「梅森坂」と、地元住民から通称として呼ばれていた「西町」を合わせたものである。

### 沿革
- 1987年（昭和62年）8月24日 - 天白町大字植田字梅森坂の一部より、梅森坂西一〜二丁目が成立[1]。

## 世帯数と人口
2019年（平成31年）4月1日現在の世帯数と人口は以下の通りである。
| 丁目           | 世帯数  | 人口    |
| -------------- | ------- | ------- |
| 梅森坂西一丁目 | 389世帯 | 885人   |
| 梅森坂西二丁目 | 220世帯 | 466人   |
| 計             | 609世帯 | 1,351人 |

### 人口の変遷
国勢調査による人口の推移
| 2000年（平成12年） | 1,247人 | [ WEB 6 ] |  |
| 2005年（平成17年） | 1,347人 | [ WEB 7 ] |  |
| 2010年（平成22年） | 1,318人 | [ WEB 8 ] |  |
| 2015年（平成27年） | 1,271人 | [ WEB 9 ] |  |

## 学区
市立小・中学校に通う場合、学校等は以下の通りとなる。また、公立高等学校に通う場合の学区は以下の通りとなる。
| 番・番地等 | 小学校                 | 中学校                 | 高等学校 |
| ---------- | ---------------------- | ---------------------- | -------- |
| 全域       | 名古屋市立梅森坂小学校 | 名古屋市立牧の池中学校 | 尾張学区 |

## 施設
- 名古屋梅森坂郵便局
- 愛知県営梅森坂住宅
  - 梅森坂住宅集会所
- 愛知カンツリー倶楽部東山コース - ゴルフ場。一部が町域内にあたる。
- 一念寺 - 浄土真宗本願寺派の仏教寺院。山号は香昭山。
- 名古屋銀行梅森支店

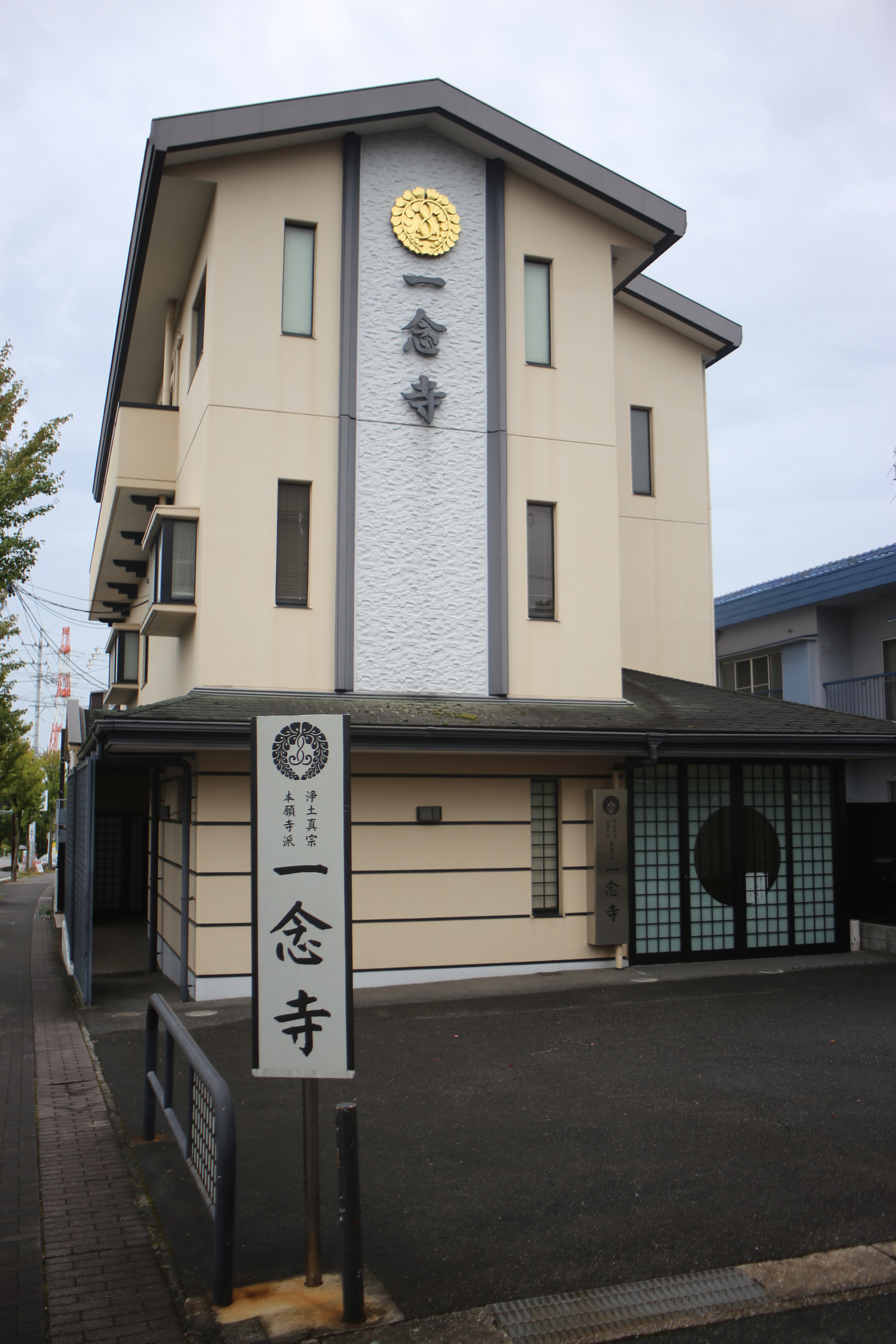
一念寺
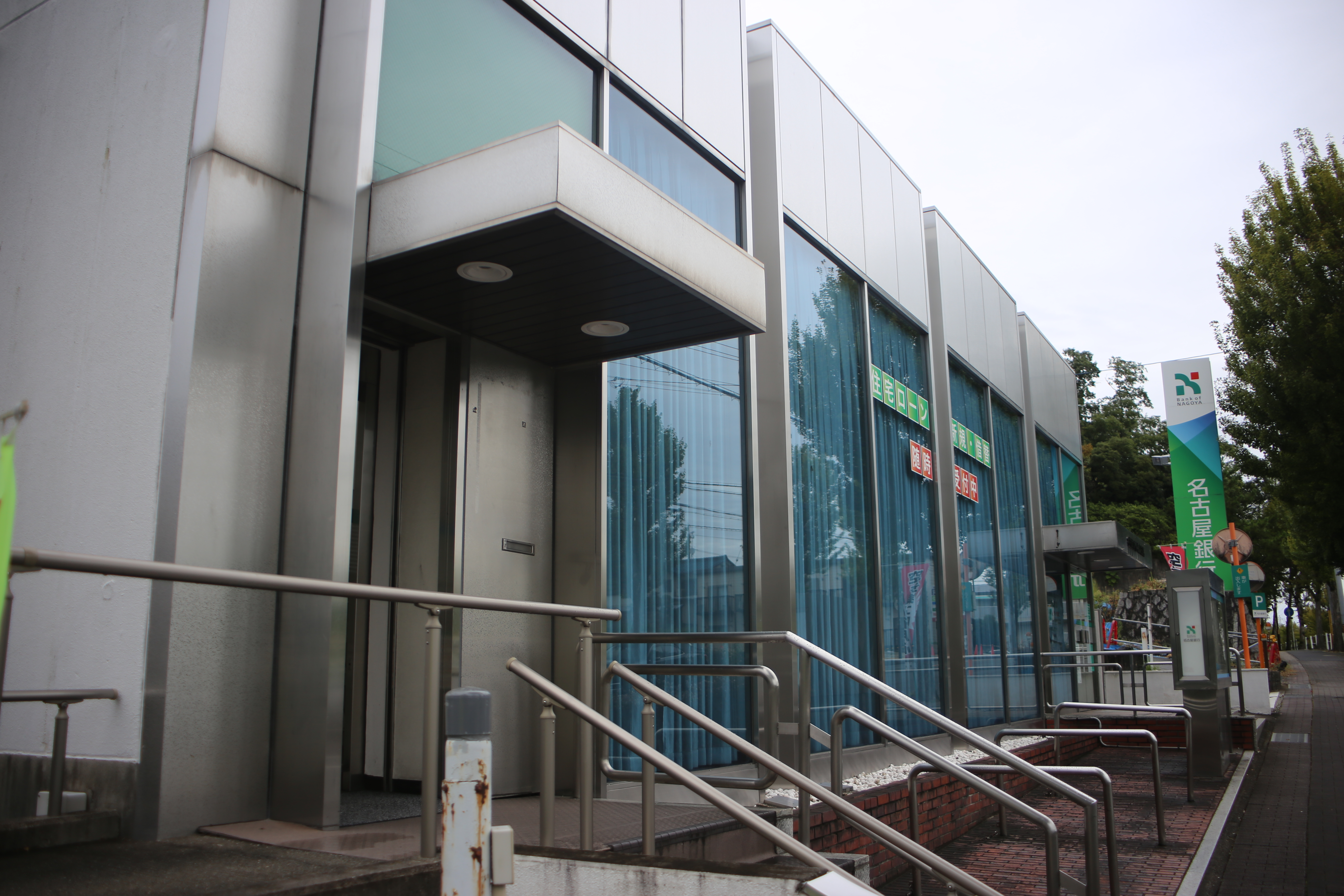
名古屋銀行梅森支店

## 交通

### バス
名古屋市営バス（名古屋市交通局）
停留所は設置されていないが、隣接する梅森坂に設置された東名古屋病院停留所が最寄りである。名古屋市営地下鉄東山線星ヶ丘駅・本郷駅、名古屋市営地下鉄鶴舞線平針駅に向けてバス便が出ている。

### 道路
- 愛知県道219号浅田名古屋線

## その他

### 日本郵便
- 郵便番号 : 465-0066[WEB 3]（集配局：名東郵便局[WEB 12]）。

### WEB
1. ↑  “愛知県名古屋市名東区の町丁・字一覧”.   人口統計ラボ. 2017年10月7日閲覧。
2. 1 2  “町・丁目(大字)別、年齢(10歳階級)別公簿人口(全市・区別)”.   名古屋市 (2019年4月22日). 2019年4月23日閲覧。
3. 1 2  “郵便番号”.  日本郵便. 2019年3月17日閲覧。
4. ↑  “市外局番の一覧”.   総務省. 2019年1月6日閲覧。
5. 1 2  名古屋市役所市民経済局地域振興部住民課町名表示係 (2015年10月21日). “名東区の町名一覧”.   名古屋市. 2017年10月7日閲覧。
6. ↑  名古屋市役所総務局企画部統計課統計係 (2005年7月1日). “（刊行物）名古屋の町(大字)・丁目別人口 (平成12年国勢調査) 名東区” (XLS). 2017年10月8日閲覧。
7. ↑  名古屋市役所総務局企画部統計課統計係 (2007年6月29日). “平成17年国勢調査　名古屋の町(大字)別・年齢別人口 名東区” (XLS). 2017年10月8日閲覧。
8. ↑  名古屋市役所総務局企画部統計課統計係 (2012年6月29日). “平成22年国勢調査　名古屋の町(大字)別・年齢別人口 名東区” (XLS). 2017年10月8日閲覧。
9. ↑  名古屋市役所総務局企画部統計課統計係 (2017年7月7日). “平成27年国勢調査　名古屋の町(大字)別・年齢別人口” (XLS). 2017年10月8日閲覧。
10. ↑  “市立小・中学校の通学区域一覧”.   名古屋市 (2018年11月10日). 2019年1月14日閲覧。
11. ↑  “平成29年度以降の愛知県公立高等学校（全日制課程）入学者選抜における通学区域並びに群及びグループ分け案について”.   愛知県教育委員会 (2015年2月16日). 2019年1月14日閲覧。
12. ↑  “郵便番号簿 2018年度版” (PDF).   日本郵便. 2019年4月23日閲覧。

### 文献
1. 1 2  名古屋市計画局 1992, p. 871.
2. ↑  名古屋市計画局 1992, p. 658.